# Сеона (Доња Мотичина)
Сеона је насељено место у саставу општине Доња Мотичина у Осјечко-барањској жупанији, Република Хрватска.

## Историја
До територијалне реорганизације у Хрватској налазила се у саставу старе општине Нашице.

## Становништво
На попису становништва 2011. године, Сеона је имала 405 становника.

## Попис1991.
На попису становништва 1991. године, насељено место Сеона је имало 483 становника, следећег националног састава:
| Попис 1991.‍ | Попис 1991.‍ | Попис 1991.‍ | Попис 1991.‍ | Попис 1991.‍ |
| ----------- | ----------- | ----------- | ----------- | ----------- |
|             |             |             |             |             |
| Хрвати      | Хрвати      |             | 466         | 96,48%      |
| Срби        | Срби        |             | 6           | 1,24%       |
| Југословени | Југословени |             | 1           | 0,20%       |
| Словаци     | Словаци     |             | 1           | 0,20%       |
| Словенци    | Словенци    |             | 1           | 0,20%       |
| непознато   | непознато   |             | 8           | 1,65%       |
| укупно: 483 |             |             |             |             |